# چاپ لینوکات

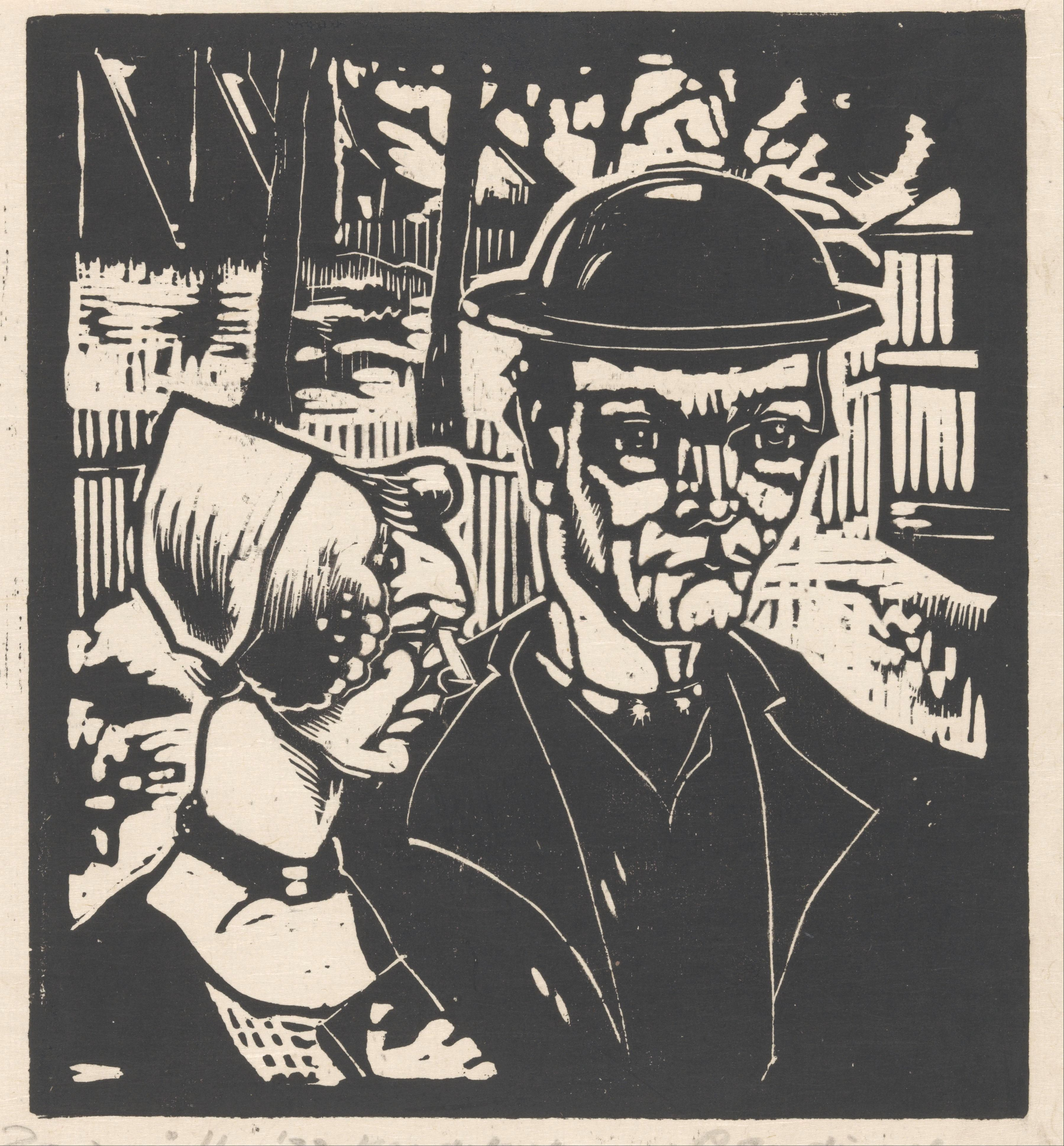
نمونه ای از یک چاپ لینوکات، آلمان، ۱۹۳۲

چاپ لینوکات (انگلیسی: Linocut) یا چاپ لینوتراش یا چاپ لینو روشی برای آفرینش آثار چاپ دستی (هنری) است که جنس کلیشهٔ چاپ از لینولئوم می‌باشد. چاپ لینوکات در دسته چاپ‌های برجسته قرار می‌گیرد. در این تکنیک قسمتهایی از لینولیوم که قرار نیست چاپ شود توسط اسکنه گود می‌شود و قسمتهای برجسته از طریق غلتک به مادهٔ رنگی آغشته شده و روی کاغذ چاپ می‌شود.

## تاریخچه
طی قرنها، مادهٔ اصلی کلیشه برای چاپ برجسته چوب بود در اواخر قرن ۱۹ میلادی، معلمی اتریشی به نام فرانتس سیزک برای تدریس چاپ به جای چوب از لینولئوم استفاده کرد. این ماده، نرم و برای گودبرداری توسط اسکنه برای دانش آموزان و هنرجویان راحت تر بود. سیزک به واسطه دوستان هنرمندش این تکنیک را در سراسر اروپا پخش کرد. اولین کسانی که به صورت جدی از این تکنیک در آثارشان استفاده کردند هنرمندان  اکسپرسیونیست آلمانی بودند. بعد از آن هنرمندان برجسته‌ای مانند پیکاسو و ماتیس از ویژگی گرافیکی پر قدرتمند لینوکات در آثارشان استفاده زیادی کردند.

## تکنیک

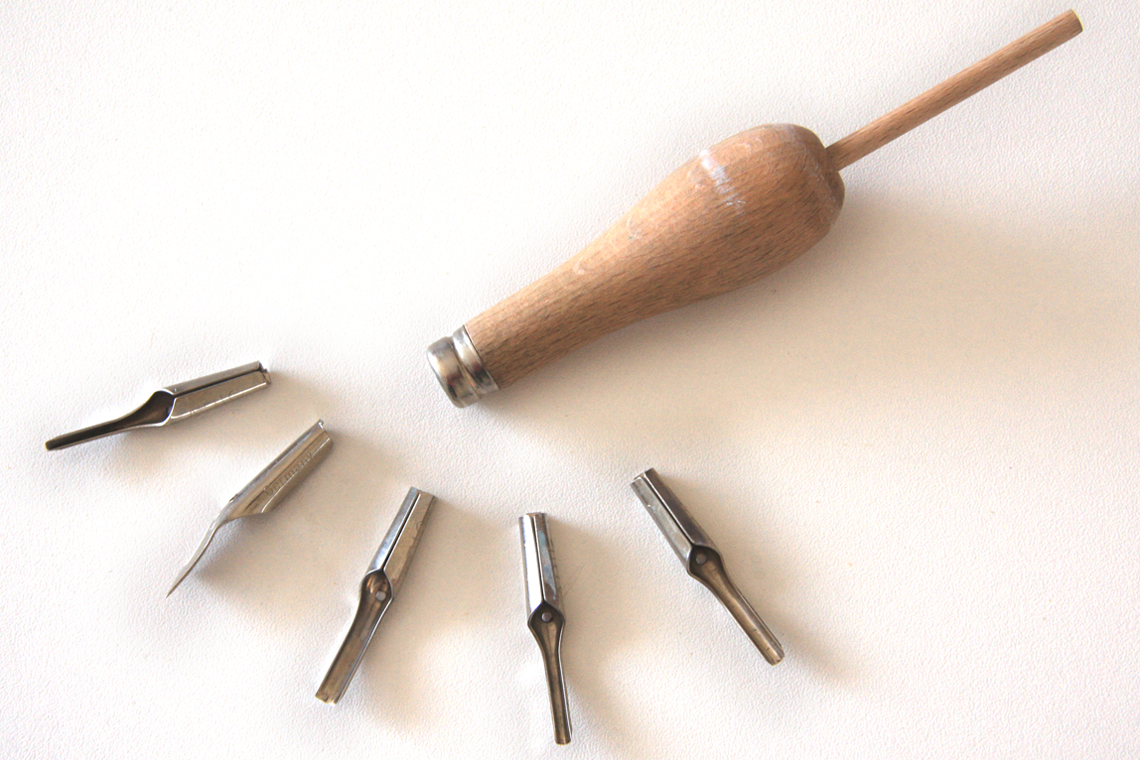
برخی از لوازم چاپ لینوکات

از آنجایی که لینولئوم مثل چوب بافتهای زاویه دار ندارد و احتمال ترک خوردن آن کمتر است به همین جهت فضای بیشتری برای شکلهای هنرمندانه را نسبت به بیشتر چاپهای چوب می‌دهد با اینحال نتیجه چاپ لینوکات همانند چوب آن ویژگی و خاصیت بافت دانه دار چوب را ندارد. برش و کنده کاری لینو به طور کلی به نسبت چوب آسان تر است و زمانی که به آن گرما داده می‌شود کنده کاری را حتی راحت تر می کند اما در روند چاپ زمانی که به آن فشار وارد می‌شود کلیشه زودتر تحلیل می‌رود و قابلیت شکنندگی آن در سطح وسیع باعث می‌شود که نتوان چاپ لینوکات در ابعاد بزرگ انجام داد.

## هنرمندان لینوکات
- یوزف آلبرس هنرمند آلمانی
- پیتر آلیک
- ولنتی آنجلو، چاپگر و تصویرگر
- والتر اندرسون هنرمند آمریکایی

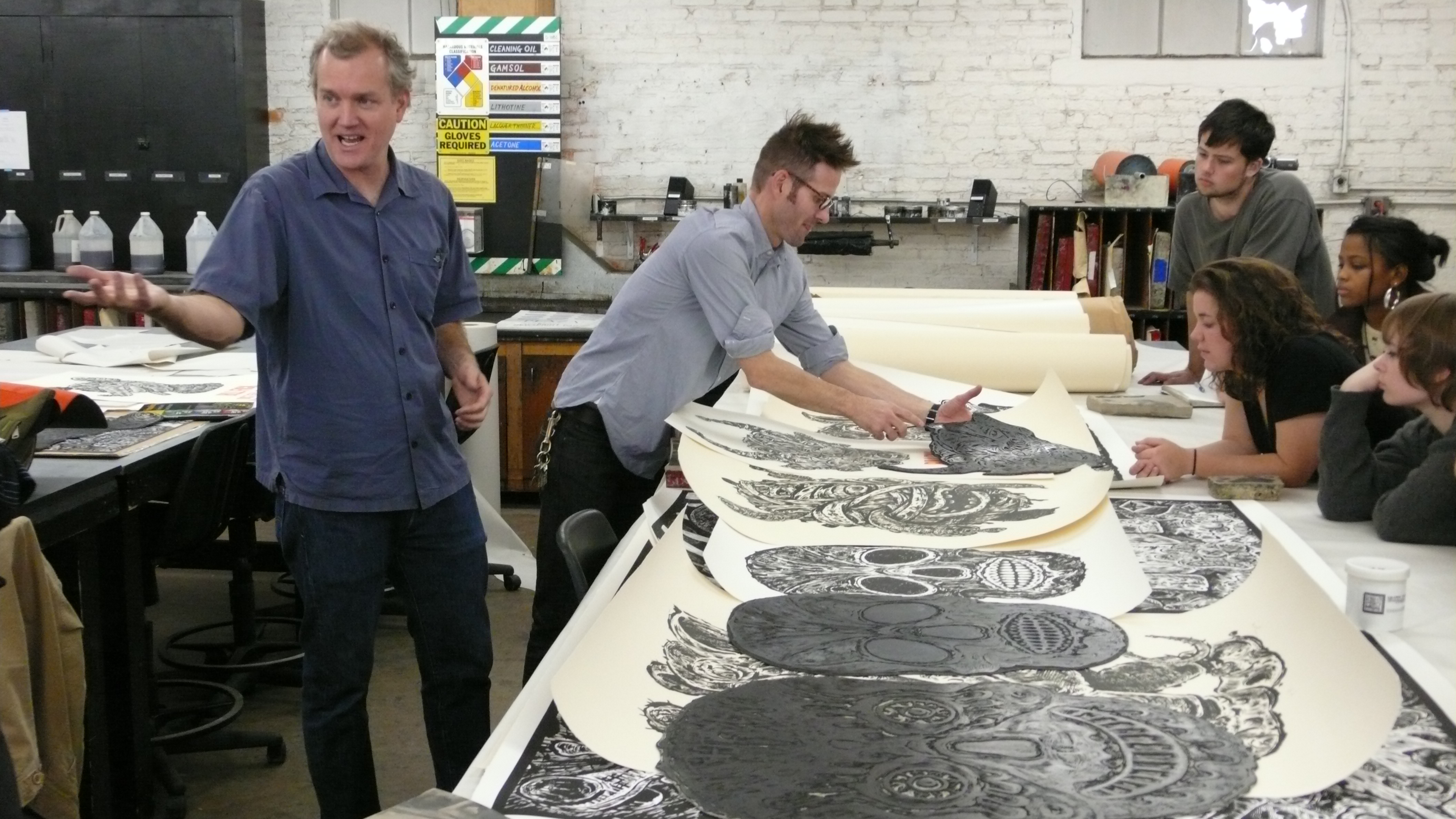
بیل فلیک در کارگاه چاپ لینوکات

- سیبل اندرو هنرمند کانادایی-آمریکایی
- هانس آنتون آشنبورن هنرمند آلمانی
- گئورگ بازلیتز هنرمند آلمانی
- تورستن بیلمن هنرمند سوئدی
- اما بورمن نقاش و چاپگر اتریشی
- دیوید کال هنرمند ناشنوای آمریکایی
- استنلی داونوود هنرمند بریتانیایی
- جنت داب اریکسون هنرمند و چاپگر آمریکایی
- موریس اشر هنرمند هلندی
- بیل فلیک هنرمند تصویرگر
- ژاک هنیزدوفسکی هنرمند آمریکایی اوکراینی
- پابلو پیکاسو نقاش اسپانیایی
- جان شاو هنرمند آمریکایی کانادایی
- هنری ماتیس نقاشی فرانسوی